# Xanthoparmelia millerae
Xanthoparmelia millerae är en lavart som beskrevs av Elix. Xanthoparmelia millerae ingår i släktet Xanthoparmelia och familjen Parmeliaceae.   Inga underarter finns listade i Catalogue of Life.